# ガンタ
ガンタ（英語: Ganta）はリベリアの都市である。リベリア北部、ギニア国境付近に位置する。

## 交通

### 道路
- モンロビア～ガンタを結ぶ道路（トランス・アフリカ・ハイウェイ 西アフリカ沿岸道路の一部）
- ガンタ～ズウェドルを結ぶ道路
- ガンタ～イェケパを結ぶ道路